# Бетулия (Антьокия)
Бетулия (исп. Betulia) — город и муниципалитет на западе Колумбии, на территории департамента Антьокия. Входит в состав субрегиона Юго-западная Антьокия.

## История
Поселение, из которого позднее вырос город, было основано 28 января 1848 года. Муниципалитет Бетулия был выделен в отдельную административную единицу в 1884 году.

## Географическое положение

Муниципалитет Бетулия

Город расположен в юго-западной части департамента, в гористой местности Западной Кордильеры, к западу от реки Каука, на расстоянии приблизительно 44 километров к западу-юго-западу (WSW) от Медельина, административного центра департамента. Абсолютная высота — 1807 метров над уровнем моря.

Муниципалитет Бетулия граничит на севере с муниципалитетом Анса, на востоке — с муниципалитетом Армения, на юге и юго-востоке — с муниципалитетом Конкордия, на северо-западе и западе — с муниципалитетом Уррао. Площадь муниципалитета составляет 252 км².

## Население
По данным Национального административного департамента статистики Колумбии, совокупная численность населения города и муниципалитета в 2012 году составляла 17 317 человек.
Динамика численности населения муниципалитета по годам:
| 2005   | 2006   | 2007   | 2008   | 2009   | 2010   | 2011   | 2012   |
| ------ | ------ | ------ | ------ | ------ | ------ | ------ | ------ |
| 16 725 | 16 801 | 16 895 | 16 993 | 17 082 | 17 164 | 17 245 | 17 317 |

Согласно данным переписи 2005 года мужчины составляли 51,7 % от населения Бетулии, женщины — соответственно 48,3 %. В расовом отношении белые и метисы составляли 97,2 % от населения города; негры, мулаты и райсальцы — 2,6 %, индейцы — 0,2 %.
Уровень грамотности среди всего населения составлял 74,5 %.

## Экономика
Основу экономики Бетулии составляют сельскохозяйственное производство и добыча полезных ископаемых. Основными культурами, возделываемыми на территории муниципалитета, являются кофе, сахарный тростник, манго и бананы.

55 % от общего числа городских и муниципальных предприятий составляют предприятия торговой сферы, 37,8 % — предприятия сферы обслуживания, 5 % — промышленные предприятия, 2,2 % — предприятия иных отраслей экономики.